# 中元 (劉應選)
中元（1621年十二月）是中國明朝天启年间四川白莲教領袖劉應選的年号，共計1個多月。
明熹宗天启元年（1621年）十二月，劉應選在四川潼川府、绵州设坛聚眾，自称弥勒降世，改号天明，建元中元，被官府查禁。

## 西元紀年對照表
| 中元 | 元年   |
| ---- | ------ |
| 西元 | 1621年 |
| 干支 | 辛酉   |

## 同期存在的其他政權年號
- 中國
  - 天启（1621年—1627年）：明—明熹宗朱由校之年号
  - 瑞应（1621年—1629年）：明朝时期—奢崇明之年号
  - 天命（1616年—1626年）：后金—努尔哈赤之年号
- 日本
  - 元和（1615年－1624年）：後水尾天皇之年號
- 越南
  - 永祚（1618年－1629年）：後黎朝—黎神宗黎维祺之年号
  - 隆泰（1594年－1628年）：莫朝—莫敬寬之年号

## 参看
- 中國年號索引
- 中元